# Cylisticus annulicornis
Cylisticus annulicornis är en kräftdjursart som beskrevs av Karl Wilhelm Verhoeff 1908. Cylisticus annulicornis ingår i släktet Cylisticus och familjen Cylisticidae. Inga underarter finns listade i Catalogue of Life.